# Куява Жанна Володимирівна
Жанна Володимирівна Куя́ва (25 січня 1980, с. Датинь Ратнівського району Волинської області) — українська журналістка, письменниця, літературний критик, екс-керівник кореспондентського пункту газети «Сім'я і дім» у Києві. Володарка спецвідзнак літературного конкурсу «Коронація слова 2012», «Коронація слова 2014», дипломант «Коронації слова 2013». Лауреатка Всеукраїнського літературного конкурсу малої прози імені Івана Чендея (2019). Член Національної спілки журналістів України. Член Національної спілки письменників України з березня 2015.

## Життєпис
Народилася 25 січня 1980 року в селі Датинь Ратнівського району Волинської області. Через п'ять років з родиною переїхала до села Смолярі, що на Старовижівщині. Там закінчила дев'ятирічну школу, відтак — десятий клас Датинської ЗОШ І-ІІІ ступенів Ратнівського району.
1995—1999 рр. навчалася у Володимир-Волинському педагогічному училищі (нині — коледж) імені А. Ю. Кримського.
Чотири роки, з 1999-го до 2003-го, працювала вчителем Любохинівської ЗОШ І-ІІІ ступенів Старовижівського району. За цей час здобула вищу освіту на педагогічному факультеті Волинського національного університету імені Лесі Українки.
З вересня 2003 року близько двох років — кореспондент, згодом завідувачка відділу Старовижівської районної газети «Сільські новини», з 2005 р. — журналіст Всеукраїнської газети «Сім'я і дім», з 2007 р. — керівник кореспондентського пункту газети «Сім'я і дім» у Києві.
Із 14 липня 2021 року керує пресслужбою Департаменту муніципальної безпеки Київської міської державної адміністрації.

## Твори
- 2013 — «Нічниця» (Твердиня),
- 2013 — «Із медом полин» (КСД),
- 2014 — «Дерево, що росте в мені»[1] (КСД),
- 2015 — «Гордієві жінки» (КСД),
- 2016 — колективна збірка оповідань та новел «Пазли нашого буття» із серії «П'ять зірок» (Редакція Міли Іванцової)
- 2019 — «Говори, серце, не мовчи» (КСД).

Авторка так говорить про твір «Із медом полин»:
| – «Із медом полин» – це твір, який, на мою думку, геть інакший, як «Нічниця». Єдине, що поєднує обидві книжки, – це тема села, моя велика любов до цієї місцевості та… до старості. … змалку найбільше любила слухати гутірку літніх людей. … більше, аніж знали і вміли ці наші мудрі й талановиті жіночки, не знатиме й не вмітиме вже ніхто і ніколи у світі. … доля сільської жінки, чи то молодої, чи в літах, часто має присмак гіркого полину. Однак кожна має щось, що солодить те її життя, наче мед. Про це мені й хотілося повідати. |

## Захоплення
Захоплюється сучасною літературою, обожнює читати й писати про книжки, проводити інтерв'ю з письменниками.

## Відзнаки
- 2012 — за роман «Нічниця» отримала спеціальну відзнаку «За ексклюзивний жіночий твір» у літературному конкурсі «Коронація слова 2012»;[3]
- 2013 — лауреат XIV книжкової виставки-форуму «Українська книга на Одещині — 2013» за роман «Нічниця» у номінації «Сучасне літературно-художнє видання»;
- 2013 — дипломант у номінації Романи Міжнародного конкурсу романів, кіносценаріїв, п'єс та пісенної лірики «Коронація слова» за твір «Із медом полин»;[4]
- 2014 — спеціальна відзнака за психологічну глибину та розкриття міжособистісних стосунків у Міжнародному конкурсі романів, кіносценаріїв, п'єс та пісенної лірики «Коронація слова» за твір «Дерево, що росте в мені»;
- 2014 — переможець конкурсу «Світ волинської книги» у номінації «Літературний дебют» за роман «Нічниця»;
- 2019 — лауреат II премії Всеукраїнського літературного конкурсу малої прози імені Івана Чендея за оповідання «Перед Великоднем».